# خرفه قرمز
خرفه قرمز (نام علمی: Claytonia rubra) نام یک گونه از راسته میخک‌سانان است.